# Ak-Soug
L'Ak-Soug (russe : Ак-Суг) est une rivière de Russie qui coule en république de Touva dans le sud de la Sibérie centrale. C'est un affluent du Khemtchik en rive gauche, donc un sous-affluent de l'Ienisseï. Son nom signifie Eau blanche en langue touvaine.

## Géographie
L'Ak-Soug est long de 140 kilomètres. Son bassin a une superficie de plus ou moins 3 100 km2, c'est-à-dire un peu moins que celle de la province de Namur en Belgique, ou que le canton de Vaud en Suisse. Son débit moyen est de 14 m3/s
L'Ak-Soug prend sa source dans le nord-ouest de la république du Touva, sur le versant sud des monts Saïan occidentaux. Il coule globalement en direction de l'est. Il se jette dans le Khemtchik en rive gauche, une dizaine de kilomètres en amont de la petite ville d'Ichkin.
Dans son cours supérieur, la rivière coule dans des sites très pittoresques. Entrecoupée de nombreux rapides, elle constitue un lieu de rendez-vous pour les touristes sportifs amateurs de rafting.
Dans son cours inférieur, ses eaux sont utilisées pour l'irrigation des terres arides de la large vallée du Khemtchik.
Il n'y a aucune localité importante dans la vallée de l'Ak-Soug.
Comme tous les cours d'eau sibériens, la rivière est gelée durant une longue période. Elle est généralement prise dans les glaces depuis début novembre, jusque fin avril.

## Hydrométrie - Les débits mensuels à Bora-Taiga
L'Ak-Soug est un cours d'eau très irrégulier. Son débit a été observé pendant 12 ans (de 1958 à 1969) à Bora-Taiga, petite localité située à 34 km de son confluent avec le Khemtchik.
Le débit inter annuel moyen ou module observé a Bora-Taiga durant cette période était de 13,2 m3/s pour une surface de drainage de 2 950 km2, soit plus ou moins 95 % de la totalité du bassin versant de la rivière. La lame d'eau écoulée dans ce bassin versant se monte ainsi à 141 millimètres par an, ce qui est modéré voire faible, et résulte de la rareté des précipitations observées dans les vallées du Touva.
Rivière alimentée en partie par la fonte des neiges, mais surtout par les précipitations liquides de l'été, l'Ak-Soug est un cours d'eau de régime pluvio-nival qui présente deux saisons bien distinctes.
Les hautes eaux se déroulent du printemps au début de l'automne, du mois de mai au mois de septembre, avec un double sommet : le premier en juin, légèrement plus élevé, correspond au dégel et à la fonte des neiges ; le second en août résulte des pluies estivales. Durant la période allant de juin à septembre, les débits sont soutenus, ce qui traduit les précipitations d'été parfois abondantes sur les sommets du bassin. Au mois d'octobre, le débit de la rivière baisse rapidement, ce qui mène à la période des basses eaux. Celle-ci a lieu de novembre à avril inclus et correspond à l'hiver avec ses puissantes gelées qui s'étendent sur toute la région. Mais la rivière conserve durant la période des basses eaux un certain débit, assez faible mais nullement négligeable.
Le débit moyen mensuel observé en février (minimum d'étiage) est de 1,05 m3/s, soit près de 30 fois moins que le débit moyen du mois de juin, maximum de l'année  (31,7 m3/s), ce qui témoigne de l'amplitude importante des variations saisonnières. Sur la durée d'observation de 12 ans, le débit mensuel minimal a été de 0,45 m3/s (février 1960), tandis que le débit mensuel maximal s'élevait à 73,5 m3/s en juin 1966).
En ce qui concerne la période libre de glace (de juin à septembre inclus), les débits minimaux observés ont été de 8,32 m3/s en septembre 1963 et 8,34 m3/s en juin 1965, ce qui restait abondant comparé au débit moyen.